# أولكساندرا تيموشينكو
أوليكساندرا أوليكساندريفنا تيموشينكو (الأوكرانية: Олександра Олександривна Тимошенко ؛ من مواليد 18 فبراير 1972) هي لاعبة جمباز إيقاعية أوكرانية سابقة تنافس مع الاتحاد السوفيتي. هي بطلة الألعاب الأولمبية الصيفية 1992، الحائزة على الميدالية البرونزية في الألعاب الأولمبية الصيفية 1988، وبطلة العالم في شامل لعام 1989 ، والميدالية الفضية العالمية لعام 1991 وبطلة أوروبية شاملة مرتين (1988 ، 1990). إلى جانب تاتيانا غوتسو وأوليه كوتشيرينكو ، كانت أولكساندرا تيموشينكو أيضًا من بين أوائل الرياضيين الذين تم تكريمهم في أولمبياد 1992 تم رفع العلم الأوكراني وعزف النشيد الأوكراني.

## روابط خارجية
- Alexandra Timochenko في الاتحاد الدولي للجمباز

- Alexandra Timoshenko في اللجنة الأولمبية الدولية
- Aleksandra Timoshenko في موقع أوليمبيديا